# Cymodusa oculator
Cymodusa oculator là một loài tò vò trong họ Ichneumonidae.